# 马克奈姆
马克奈姆（法語：Mackenheim，法語發音：[makənaim]）是法国下莱茵省的一个市镇，属于塞莱斯塔-埃尔什泰因区。

## 地理
马克奈姆（48°11'4"N, 7°33'57"E）面积11.79 平方千米，位于法国大東部大區下莱茵省，该省份为法国大陆部分最东部的省份，是阿尔萨斯的一部分，今与上莱茵省组成了阿尔萨斯欧洲集体，其南至上莱茵省，西南接孚日省和默尔特-摩泽尔省，西接摩泽尔省，北与德国接壤。
与马克奈姆接壤的市镇（或旧市镇、城区）包括：马科尔赛姆、阿托尔赛姆、博蔡姆、埃瑟奈姆、奥讷奈姆。

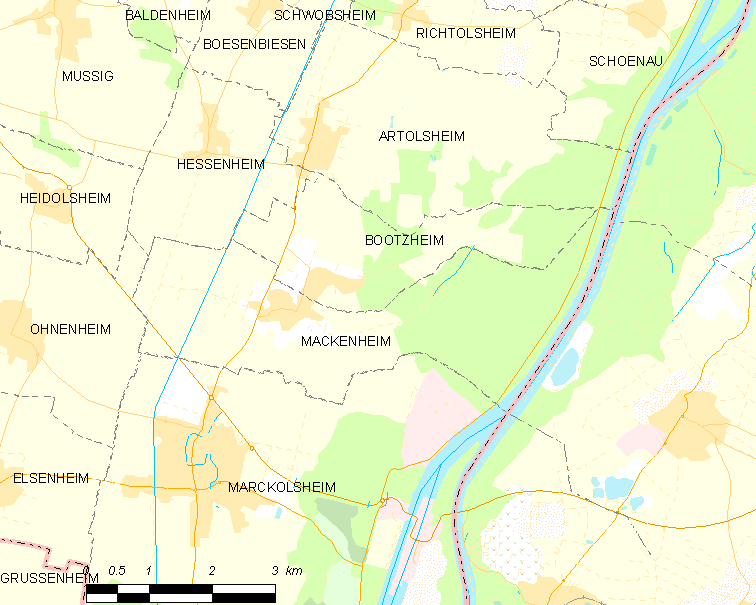
马克奈姆的OSM定位图

马克奈姆的时区为UTC+01:00、UTC+02:00（夏令时）。

## 行政
马克奈姆的邮政编码为67390，INSEE市镇编码为67277。

## 政治
马克奈姆所属的省级选区为塞莱斯塔县。

## 人口

1962-2008年间马克奈姆人口变化图示

马克奈姆于2022年1月1日时的人口数量为771人。